# O Tempo É Agora
O Tempo É Agora é o segundo álbum de estúdio do duo brasileiro Anavitória, lançado em 3 de agosto de 2018 através da gravadora Universal Music. Foi produzido por Moogie Canazio e Tiago Iorc, sendo este último também produtor do primeiro álbum de estúdio do duo. Em 2019, o álbum venceu o Grammy Latino de Melhor Álbum Pop Contemporâneo em Língua Portuguesa.

## Recepção

### Da crítica
Para Pedro Antunes do O Estado de S. Paulo, "é curioso notar como a inocência se perdeu. Ainda são Anavitória, mais otimistas do que qualquer outra coisa, mas suas canções agora sofrem. Porque nem tudo são flores, pés descalços e camas preenchidas, afinal (...) uma compositora (Ana Caetano), aliás, cada vez melhor: sem depositar peso demais nas metáforas, tratando de sentidos e sentimentos".
Já Robson Gomes, do Jornal do Commercio, afirmou que "musicalmente falando, pouca coisa mudou entre o disco de estreia de 2016 e O Tempo é Agora. Mas o mais recente trabalho fica marcado pelo amadurecimento das letras e a evolução delas enquanto artistas."
Mauro Ferreira, do G1, afirma que "o som de Anavitória vem sendo moído na máquina do show business. (...) O álbum O tempo é agora é o resultado dessa urgência de explorar o momento e exaurir uma fórmula de sucesso que, talvez, daqui a pouco já não surta tanto efeito mercadológico". Ele acredita também que essa suposta exploração comercial impactou na música da dupla. "O que soou natural no álbum de 2016 (...) já parece artificial no álbum atual (...)." E encerrou sua análise dizendo que "se acabar tudo – os shows lotados, as centenas de visualizações em plataformas de vídeos, o fervor do público fã – num futuro provavelmente ainda distante, Anavitória talvez resista em cena pela essência que a máquina da indústria da música não consegue moer por completo no álbum O tempo é agora."
O Tempo É Agora foi eleito o 37º melhor disco brasileiro de 2018 pela revista Rolling Stone Brasil.

## Filme-concerto
O Tempo É Agora: Ao Vivo na Fundição é um filme de concerto gravado durante a Turnê O Tempo É Agora em 23 de março de 2019 na Fundição Progresso no Rio de Janeiro.

## Lista de faixas
A edição padrão do álbum contém onze canções.
| Faixas de O Tempo É Agora |                                      |                        |         |  |
| N.º                       | Título                               | Compositor(es)         | Duração |  |
| 1.                        | "Ai, Amor"                           | Ana Caetano            | 3:40    |  |
| 2.                        | "Porque Eu Te Amo"                   | Caetano Tiago Iorc     | 3:36    |  |
| 3.                        | "Calendário"                         | Caetano                | 3:45    |  |
| 4.                        | "Outrória" (participação de OutroEu) | Caetano Mike Tulio     | 2:58    |  |
| 5.                        | "A Gente Junto"                      | Caetano Iorc           | 3:38    |  |
| 6.                        | "O Tempo É Agora"                    | Caetano Vitória Falcão | 3:43    |  |
| 7.                        | "Preta"                              | Caetano                | 3:08    |  |
| 8.                        | "Canção de Hotel"                    | Caetano Tulio          | 2:48    |  |
| 9.                        | "Cecília"                            | Caetano                | 2:51    |  |
| 10.                       | "Dói Sem Tanto"                      | Caetano                | 3:58    |  |
| 11.                       | "Se Tudo Acaba"                      | Caetano Tulio          | 4:04    |  |
| Duração total:            | Duração total:                       | Duração total:         | 38:27   |  |

## Desempenho comercial
| Região                                                        | Certificação | Vendas   |
| ------------------------------------------------------------- | ------------ | -------- |
| Brasil (Pro-Música Brasil)                                    | 3× Platina   | 240.000‡ |
| ‡vendas+valores de streaming baseados somente na certificação |              |          |

## Prêmios e indicações
| Ano  | Premiação     | Categoria                                           | Resultado | Ref.  |
| ---- | ------------- | --------------------------------------------------- | --------- | ----- |
| 2019 | Grammy Latino | Melhor Álbum Pop Contemporâneo em Língua Portuguesa | Venceu    | [ 9 ] |

## Histórico de lançamento
| País   | Data                 | Formato                      | Gravadora |
| ------ | -------------------- | ---------------------------- | --------- |
| Mundo  | 3 de agosto de 2018  | Download Digital e Streaming | Universal |
| Brasil | 17 de agosto de 2018 | CD                           | Universal |

## Créditos de elaboração
- Ana Caetano — voz
- Vitória Falcão — voz
- Mike Tulio — voz
- Jamie Wollam — bateria
- Sean Hurley — baixo
- Tim Pierce — guitarras
- Roberto Pollo — teclados
- Jamie Muhoberac — teclados
- Engenheiro de gravação— Moogie Canazio
- Assistentes de gravação — Matt Wolach
- Assistentes de gravação — Bo Bodnar
- Assistentes de gravação — June Murakawa
- Assistentes de gravação — Daniel Pampury
- Edição Digital — Moogie Canazio
- Produção musical — Moogie Canazio e Tiago Iorc
- Produção executiva — Felipe Simas
- Direção A&R — Miguel Cariello
- Gerente A&R — Miguel Afonso
- Coordenação A&R — Igor Alarcon
- Coordenação A&R — Marina Furtado
- Coordenação A&R — Patricia Aidas
- Coordenação A&R — Clarice Carrilho
- Label Manager — Bárbara Cotta
- Direção executiva — Felipe Simas
- Gerente de produção — Isadora Silveira